# La Tardière
La Tardière korábbi község Franciaország Loire mente régiójában, Vendée megyében. Lakosainak száma 1327 fő (2019. január 1.). La Tardière Breuil-Barret, La Châtaigneraie, Cheffois, Saint-Maurice-le-Girard és Saint-Pierre-du-Chemin községekkel határos.
2023. január 1-jén Breuil-Barret és La Chapelle-aux-Lys korábbi községekkel egyesült és az így létrejött Terval új község része lett.

## Népesség
A település népességének változása:
| Lakosok száma | 1307 | 1307 | 1336 | 1312 | 1320 | 1327 |
|               | 2013 | 2015 | 2016 | 2017 | 2018 | 2019 |